# Русский Юрткуль
Русский Юрткуль — село в Старомайнском районе Ульяновской области России. Входит в состав Матвеевского сельского поселения.

## География
Село находится в северной части Левобережья, в лесостепной зоне, в пределах Низкого Заволжья, на расстоянии примерно 30 километров (по прямой) к северо-востоку от посёлка городского типа Старая Майна, административного центра района. Абсолютная высота — 111 метров над уровнем моря.
Климат
Климат характеризуется как умеренно континентальный, с тёплым летом и умеренно холодной снежной зимой. Средняя температура воздуха самого тёплого месяца (июля) — 20 °C (абсолютный максимум — 39 °C); самого холодного (января) — −13,8 °C (абсолютный минимум — −47 °C). Продолжительность безморозного периода составляет в среднем 131 день. Среднегодовое количество атмосферных осадков составляет 406 мм. Снежный покров образуется в конце ноября и держится в течение 145 дней.
Часовой пояс
Село Русский Юрткуль, как и вся Ульяновская область, находится в часовой зоне МСК+1. Смещение применяемого времени относительно UTC составляет +4:00.

## Название
Топоним произошел от Юрткуль — состоит из сложения двух чувашских слов — «Юрт» (рысь) и «Кÿль» (озеро), что означает — «Рысье озеро». Было искажено русскими в Яркуль.
Сре́дний Юртку́ль чуваши называли Нараткули  — состоит из сложения двух чувашских слов — «Нарат» (сосна) и «Кÿлли» (озеро), что означает — «Сосновое озеро».

## История
История села началась во второй половине XVII века. Селение основали мордовские поселенцы, и изначально оно называлось Яркуль, около деревни Яркуль была ещё деревня Долгое Озеро, названная по озеру с тем же названием — Долгое. 
В 1698-99 годах по указу Петра I инородцы этих двух деревень были выселены, а на их земли и усадьбы были водворены польские шляхтичи из 27 рядовых, получившие здесь по 60 четвертей (30 десятин) в каждом из трёх полей. Поселенцы же — 23 двора, получили землю здесь же, за шляхтой, на свободных местах, образовав Мордовские Юркули (Базарно-Мордовский Юрткуль и Подлесно-Мордовский Юрткуль), другие были переселены на речку Шию к Шибаши она также была известна под названиями Починок Рысов, Рысова Поляна - чув.Юрт ĕшни .
С поселением шляхты прежнее название из Юрткуль трансформировалось в селения Яркуль, после вернули историческое название. 
Вслед за польской шляхтой в этих местах приобретают земли русские помещики, переселяя сюда крепостных крестьян из других вотчин. Это привело к быстрому обрусению шляхтичей. 
С постройкой в 1776 году деревянной церкви с престолом во имя Архистратига Божия Михаила село Русский Юрткуль получило и другое название — Архангельское.
В 1861 году крестьяне приняли участие в Бездненском восстании. В этом же году село стало волостным центром Юрткульской волости.
В 1869 году, по проекту казанского епархиального архитектора Фёдора Николаевича Малиновского (1864 — после 1911), в селе на средства прихожан, построена каменная, тёплая трёхпрестольная церковь.  Главный престол — во имя Архистратига Божия Михаила, правый придел — в честь Преображения Господня, левый — во имя Казанской Божьей Матери.
В 1871 году в селе было открыто одноклассное земское училище.
В 1918 году в селе был создан сельский Совет.
в 1927 году была построена начальная школа.
В 1930 году был образован колхоз имени Степана Разина.
В 1935 году колхоз имени Степана Разина разделился на два: имени Степана Разина и колхоз «Память Кирова».
С Великой Отечественной войны не вернулись 121 селянин.
В 1950 году колхозы села были объединены в один под названием «Память Кирова». 

## Население
| 2010 |
| ---- |
| 425  |

- В селе к 1780 году было 104 души экономических крестьян;
- В 1795 году в селе Русский Юрткуль (Архангельское) — 973 жителя;
- В 1897 году в селе Русский Юрткуль 2124 жителя.
- В 1930 году в Русских Юркулях было 495 хозяйств и 2243 жителя.
- На 1 января 1948 года в колхозах села состояло 192 двора с 769 едоками.
- В 1959 году в Русских Юрткулях 1047 жителей.
- В 1989 году в селе осталось 230 хозяйств и 535 жителей.
- В 1999 году в селе — 240 хозяйств и 550 жителей.

Национальный состав
Согласно результатам переписи 2002 года, в национальной структуре населения русские составляли 93 % из 499 чел.

## Известные уроженцы
- Умов Иван Павлович (1883-1961) — вице-консул России в Египте, поэт, переводчик и музыкант[7][8][9][10][11][12][13][14]
- Умов Алексей Иванович ― управляющий Симским горным округом в 1883―1918 годах, основатель Аша-Балашовского завода.

- Новиков Андрей Иванович[15] — уроженец села, кавалер трёх орденов Славы, которому в Ст. Майне установлен памятник-обелиск.

## Инфраструктура
В селе есть: средняя школа, лесничество, отделение связи, библиотека, ассоциация "Озерная".  
В 3 км к северо-западу от села — древний курган (бронзовый век), в окрестностях села еще четыре болгарских селища. 
Церковь Михаила Архангела, выявленный объект культурного наследия (памятник истории и культуры). 